# Livistona tahanensis
Livistona tahanensis är en enhjärtbladig växtart som beskrevs av Odoardo Beccari. Livistona tahanensis ingår i släktet Livistona och familjen Arecaceae. Inga underarter finns listade i Catalogue of Life.